# 44005 Migliardi
44005 Migliardi è un asteroide della fascia principale. Scoperto nel 1997, presenta un'orbita caratterizzata da un semiasse maggiore pari a 2,9877143 UA e da un'eccentricità di 0,0908586, inclinata di 9,99738° rispetto all'eclittica.